# Цалер Юрій Олександрович
Ю́рій Олекса́ндрович Ца́лер (рос. Ю́рий Алекса́ндрович Ца́лер, нар. 22 травня 1973, Первоуральськ, Свердловська область, СРСР) — російський рок-музикант, колишній соло-гітарист і клавішник групи «Мумий Тролль». Також відомий як лідер власної групи «Птица Зу», співпрацював з багатьма відомими музикантами виступаючим сесійним гітаристом, у тому числі виконав гітарні партії на багатьох альбомах Земфіри.

## Біографія
Юрій Цалер народився 22 травня 1973 року у Первоуральську.
Навчався у музичному училищі ім. Чайковського за класом фортепіано, хоча особливого ентузіазму у цьому напрямі не виявляв: «Я все це ненавидів, мені було нецікаво все це сольфеджіо. Вчителька мені сказала: „Слава Богу, що ти не займатимешся музикою, Юро!“». Закинувши училище, зацікавився рок-н-ролом, під враженням від таких гуртів як «Алиса» та «ДДТ» вже у старших класах почав грати на гітарі. Якось влаштувався працювати хлібопекарем на хлібокомбінаті, але протримався там лише одну зміну, звільнившись одразу наступного дня.
Грав разом зі своїм молодшим братом і батьком, відомим джазменом-саксофоністом, у знаменитому барі міста перед строкатою публікою, де часто траплялися місцеві бандити, — сімейний ансамбль при цьому носив назву «Молодша група оптимістів» за аналогією з дорослим ансамблем батька «Оптімісти».
На початку 1990-х років зібрав власну групу під назвою «Птица Зу». Демозапис цього колективу, надісланий до Москви на конкурс молодих виконавців, дуже сподобався Петру Мамонову — він зв'язався з музикантами та запропонував свою студію для запису їхнього дебютного альбому, проте з невідомих причин це співробітництво так і не відбулося. Пізніше вони записали магнітоальбом «Старим дівам від молодих кавалерів», були досить популярними на місцевій сцені, але після смерті басиста Олександра Ложкіна колектив почав розпадатися. Після розпаду групи Цалер поїхав у столицю, де працював із Павлом Кашиним та Сергієм Мазаєвим.
Через Іллю Кормільцева, якому давав уроки гри на гітарі, восени 1997 року Цалер отримав пропозицію від групи «Мумій Тролль», яка незадовго до того сформувалася, і став у них соло-гітаристом. За власним зізнанням, перші місяці в групі давалися йому дуже важко — інтенсивний гастрольний графік вимотував музиканта, і він навіть серйозно почав замислюватися про звільнення, проте згодом звик і вже не бачив себе поза колективом. Одночасно за участю у групі кілька разів допомагав Земфірі під час її студійних записів, зокрема, виконав окремі гітарні партії на альбомах «Земфіра» (1999), «Четырнадцать недель тишины» (2002), «Вендетта» (2005) та «Дякую» (2007). У 2009 році брав участь у записі альбому «Відчуття реальності» співачки Тетяни Зикиної.
У 2004 році разом із Лагутенком Юрій Цалер зробив саундтрек для фільму «Викрадачі книг». У 2005 році вийшов альбом із записами «Птицы Зу». 2008 року виступив композитором у фільмі «Скажи Лео».
2013 року під час осіннього гастрольного туру Юрій Цалер покинув групу.
Влітку 2015 року відіграв кілька концертів із Земфірою.